# Joseph-Marie Loaisel de Tréogate
Joseph-Marie Loaisel de Tréogate (* 18. August 1752 in Saint-Guyomard; † 11. Oktober 1812 in Paris) war ein französischer Schriftsteller.

## Leben und Wirken
Joseph-Marie Loaisel de Tréogate entstammte bretonischem Adel. Er begann seine berufliche Laufbahn in der königlichen Polizei. Dann wurde er Journalist und Literat. Ab 1776 veröffentlichte er Erzählungen und Romane, ab 1788 Theaterstücke. Zeitweise war er Mitarbeiter von Jean-Baptiste-Claude Delisle de Sales an dessen Riesenunternehmen einer Geschichte der Menschheit.
Literarisch war der viel gelesene Loaisel de Tréogate ein Vertreter der französischen Frühromantik (préromantisme). Seine Helden leiden melancholisch unter ihrer Existenz. Zusammen mit  Pixérécourt war er einer der Schöpfer des französischen Melodrams.
Loaisels Prosa und namentlich sein Roman Dolbreuse von 1783 wurde in neuester Zeit kritisch herausgegeben.

## Werke (Auswahl)

### Dichtung und Prosa
- Florello. Histoire méridionale. 1776.
- Valmore. Anecdote françoise. 1776.
- Soirées de mélancolie. 1777.
- La Comtesse d’Alibre, ou Le cri du sentiment. Anecdote françoise. 1779.
- Aux âmes sensibles. Élégie. 1780. (in Alexandrinern)
- Dolbreuse, ou L’homme du siècle ramené à la vérité par le sentiment et par la raison. Histoire philosophique. 1783. Paris 1993.
  - (moderne Ausgabe) Hrsg.  Charlène Deharbe. Classiques Garnier, Paris 2015.
  - (deutsch) Dolbreuse, oder der Mann nach der Welt, der durch Empfindung und Vernunft zur Wahrheit ist zurückgebracht worden. Eine moralische Geschichte. Roth, Gera 1786.
- Ainsi finissent les grandes passions, ou les Dernières amours du chevalier de… 1788.
- Lucile et Milcourt, ou Le cri du sentiment. Anecdote. 1793.
- Nouvelles et contes. Hrsg. Charlène Deharbe und Françoise Gevrey. Classiques Garnier, Paris 2022. (kritische Ausgabe)

### Theater
- L’Amour arrange tout. Comédie en un acte et en prose. 1788.
- La Bizarrerie de la fortune, ou le Jeune philosophe. Comédie en cinq actes et en prose. 1793.
  - (deutsch) Der Glückwechsel, oder der liebenswürdige Sonderling. Ein Lustspiel in fünf Aufzügen. Cotta, Tübingen 1794.
- Le Château du diable. Comédie héroïque en 4 actes et en prose. 1793. 1802.
  - (deutsch) August von Kotzebue: Des Teufels Lustschloß
- Le Combat des Thermopyles, ou l’École des guerriers. Fait historique en 3 actes et en prose. 1793.
- Le Vol par amour. Comédie en deux actes. 1796.
- La Forêt périlleuse, ou les Brigands de la Calabre. Drame en trois actes. 1797. 1991.
- La fontaine merveilleuse, ou Les époux musulmans. Pantomime féerie en cinq actes. 1798.
- Roland de Monglave. Drame en 4 actes, en prose. 1798. 1991.
- Adélaïde de Bavière. Drame en quatre actes. 1801. (Henriette Adelheid von Savoyen)
- (mit René Charles Guilbert de Pixérécourt) Le Grand chasseur, ou l’Ile des Palmiers. Mélodrame en 3 actes, en prose et à grand spectacle. 1804. (Melodram (Theater))
- La loi singulière ou Malheur et constance. Mélodrame en 3 actes. 1811.